# Berlinale 1985
La Berlinale 1985, 35e édition du festival international du film de Berlin (35. Internationalen Filmfestspiele Berlin), s'est tenue du 14 au 25 février 1985.

## Jury
- Jean Marais (Président du jury)
- Max von Sydow
- Alberto Sordi
- Regimantas Adomaitis
- Sheila Benson
- Wolfgang Kohlhaase
- Onat Kutlar
- Luis Megino
- Ingrid Scheib-Rothbart
- Chris Sievernich
- István Szabó

## Sélections

### Compétition
La sélection officielle en compétition se compose de 25 films.
- 1919 de Hugh Brody
- After Darkness de Sergio Guerraz et Dominique Othenin-Girard
- Contar hasta diez d'Oscar Barney Finn
- Daengbyeot de Hah Myung-joong
- Der Tod des weißen Pferdes de Christian Ziewer
- La Femme et l'Étranger (Die Frau und der Fremde) de Rainer Simon
- Die Praxis der Liebe de Valie Export
- Atout Cœur (Heartbreakers) de Bobby Roth
- Je vous salue, Marie de Jean-Luc Godard
- Les Enfants de Marguerite Duras
- Planque et Camouflage (Loufa kai parallagi) de Níkos Perákis
- Morenga d'Egon Günther
- Mrs. Soffel de Gillian Armstrong
- Noc smaragdového mesíce de Václav Matejka
- Pehlivan de Zeki Ökten
- Péril en la demeure de Michel Deville
- Pizza Connection de Damiano Damiani
- Les Saisons du cœur (Places in the Heart) de Robert Benton
- Le Descendant du léopard blanc (Potomok belogo barsa) de Tolomouch Okeev
- Ronya, la fille du brigand (Ronja Rövardotter) de Tage Danielsson
- Seburi monogatari de Sadao Nakajima
- Stico de Jaime de Armiñán
- Szirmok, virágok, koszorúk de László Lugossy
- Wetherby de David Hare
- Wrong World de Ian Pringle

### Hors compétition
7 films sont présentés hors compétition.
- 2010 : L'Année du premier contact (2010: The Year We Make Contact) de Peter Hyams
- Brazil de Terry Gilliam
- Les Moissons de la colère (Country) de Richard Pearce
- Die Grünstein-Variante de Bernhard Wicki
- Niemanns Zeit - Ein deutscher Heimatfilm de Horst Kurnitzky et Marion Schmid
- Le Procès de Tokyo (Tōkyō saiban) de Masaki Kobayashi
- Yamaha yudang de Zhang Liang

## Palmarès
- Ours d'or : ex aequo La Femme et l'Étranger de Rainer Simon et Wetherby de David Hare
- Ours d'argent (Grand prix du jury) : Szirmok, virágok, koszorúk de László Lugossy
- Ours d'argent du meilleur réalisateur : Robert Benton pour Les Saisons du cœur
- Ours d'argent du meilleur acteur : Fernando Fernán Gómez pour Stico de Jaime de Armiñán
- Ours d'argent de la meilleure actrice : Jo Kennedy pour Wrong World de Ian Pringle